# Zdeněk Kopal
Zdeněk Kopal (n. 4 aprilie 1914, Litomyšl, Regatul Boemiei, Austro-Ungaria – d. 23 iunie 1993, Wilmslow⁠(d), Anglia, Regatul Unit) a fost un astronom de origine cehă, cu realizări multiple în domeniul matematicilor numerice, balisticii și aerodinamicii. Cele mai importante lucrări ale sale se referă la ocultările stelelor duble de către Lună și planetele din grupul terestru. Partea principală a carierei științifice și-a desfășurat-o în SUA și Marea Britanie, dar „inima i-a fost întotdeauna acasă”, astfel că este considerat cel mai mare astronom ceh al secolului XX. 
A fost editorul principal al publicației științifice Astrophysics and Space Science de la fondarea acesteia (1968) până în 1993.
Asteroidul 2628 Kopal a fost numit astfel în onoarea sa.